# SN 2005ja
SN 2005ja – supernowa typu Ia odkryta 21 października 2005 roku w galaktyce A235552+0052. W momencie odkrycia miała maksymalną jasność 22,10m.